# Salvia drymocharis
Salvia drymocharis là một loài thực vật có hoa trong họ Hoa môi. Loài này được Epling ex Standl. miêu tả khoa học đầu tiên năm 1938.